# KAvZ
KAvZ est une entreprise russe qui produit des bus. Il appartient à GAZ et a remplacé l'ancienne marque GZA qui a été abandonnée en 1969. La société a été ouverte en 1968, mais le premier véhicule n'a été produit qu'en 1971, lorsque la production du KAvZ-3270 a commencé à être produite, basée sur le camion GAZ-53. En 1992, le KAvZ-3270 a été abandonné et la marque a été fusionnée avec PAZ, bien que le nom de marque ait été conservé pour l'exportation vers la Bulgarie et la Roumanie jusqu'en 1998.

## Modèles
- KAvZ-3270 (1971-1992)
- KAvZ-3206 (1989-1998, Bulgarie et la Roumanie)